# 交響曲第6番 (ポポーフ)
交響曲第6番『祝典』 作品99は、ガヴリイル・ポポーフが1969年に作曲した6番目の交響曲で、未完の交響曲第7番を除けば最後の曲になる。表題となっている祝典の名が指し示す通り、金管等が活躍する祝祭色溢れるものとなっている。

## 楽器編成
フルート、オーボエ、クラリネット、ファゴット、ホルン、トランペット、トロンボーン、ティンパニ、弦五部、

## 楽曲構成
- 第1楽章 Maestoso cantando 　
ホルンのファンファーレで開始され、他の金管が加わって荘厳な雰囲気を醸し出す。やがて冒頭のファンファーレから派生した新しい主題が現れる。
- 第2楽章 Largo cantabile 。
- 第3楽章  Allegro vivace 　
弦の明るい主題に始まり、これに木管が絡む。